# La vil seducción
La vil seducción és una pel·lícula espanyola de comèdia amb tint lleugerament eròtic del 1968 dirigida per José María Forqué amb un guió basat en l'obra de teatre homònima estrenada per Juan José Alonso Millán l'any anterior i protagonitzada per Analía Gadé, Fernando Fernán Gómez i Milagros Leal.

## Sinopsi
Alicia és una actriu que es troba de gira pels pobles d'Espanya representant l'obra "Don Juan Tenorio", però està farta que només li ofereixin papers per la seva bellesa i no li agrada el paper que representa. Una nit de pluja, i després d'un assaig tèrbol, escapa disfressada de Donya Inés i s'aixopluga a casa d'Ismael, un ric fabricant de licor que viu amb la seva mare Elvira. Ambdós creuen que és una monja de veritat, però la seva desimboltura dona lloc a moltes situacions equívoques. Finalment Alicia sedueix Ismael, però l'endemà Ismael li demana matrimoni per tal d'evitar "la seva deshonra". Alicia aleshores escapa, però Ismael ha tocat el seu cor.

## Repartiment
- Analía Gadé	...	Alicia Prades
- Fernando Fernán Gómez	...	Ismael Bolante
- Milagros Leal	...	Doña Elvira
- José Sazatornil...	Ramón Bermejo
- José Alfayate ...	Lucas
- José Orjas	...	Cura D. Urbano
- Goyo Lebrero	 	...	Liborio

## Premis
Als Premis del Sindicat Nacional de l'Espectacle de 1968 Milagros Leal va rebre el premi a la millor actriu principal.